# Українсько-гватемальські відносини

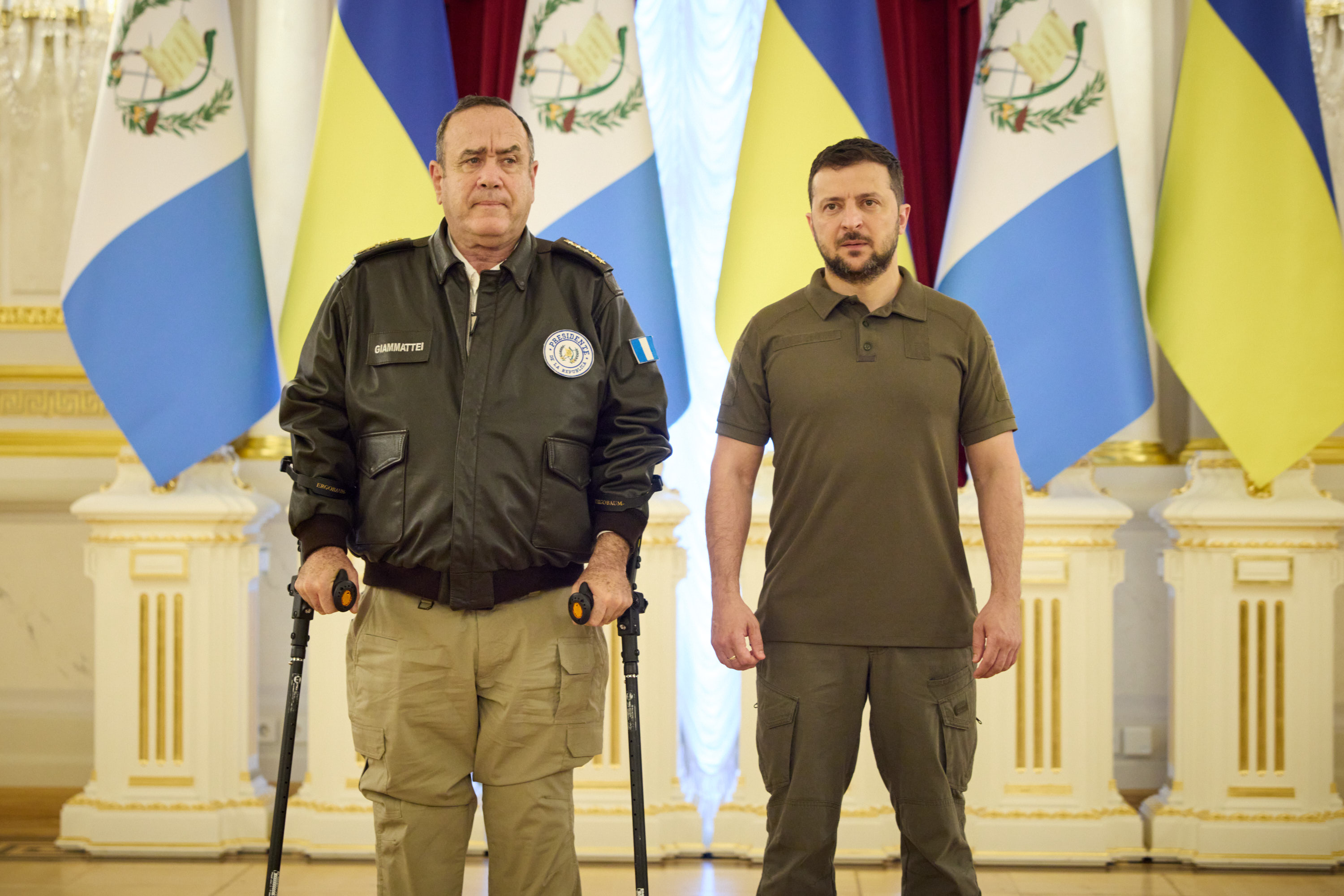
Президент України зі своїм гватемальським колегою у Маріїнському палаці.

Українсько-гватемальські відносини — двосторонні відносини між Україною та Гватемалою на міжнародному рівні.

## Історія
Гватемала та Україна встановили дипломатичні відносини 12 січня 1993 року. Посольство Гватемали в Німеччині акредитовано також в Україні, в той час посольство України в Мексиці акредитовано у Гватемалі.
У 2020 році Президент України Володимир Зеленський призначив Оксану Драмарецьку послом-резидентом у Мексиці, а вже у 2021 році за сумісництвом послом у Гватемалі, Коста-Риці, Панамі та Белізі.

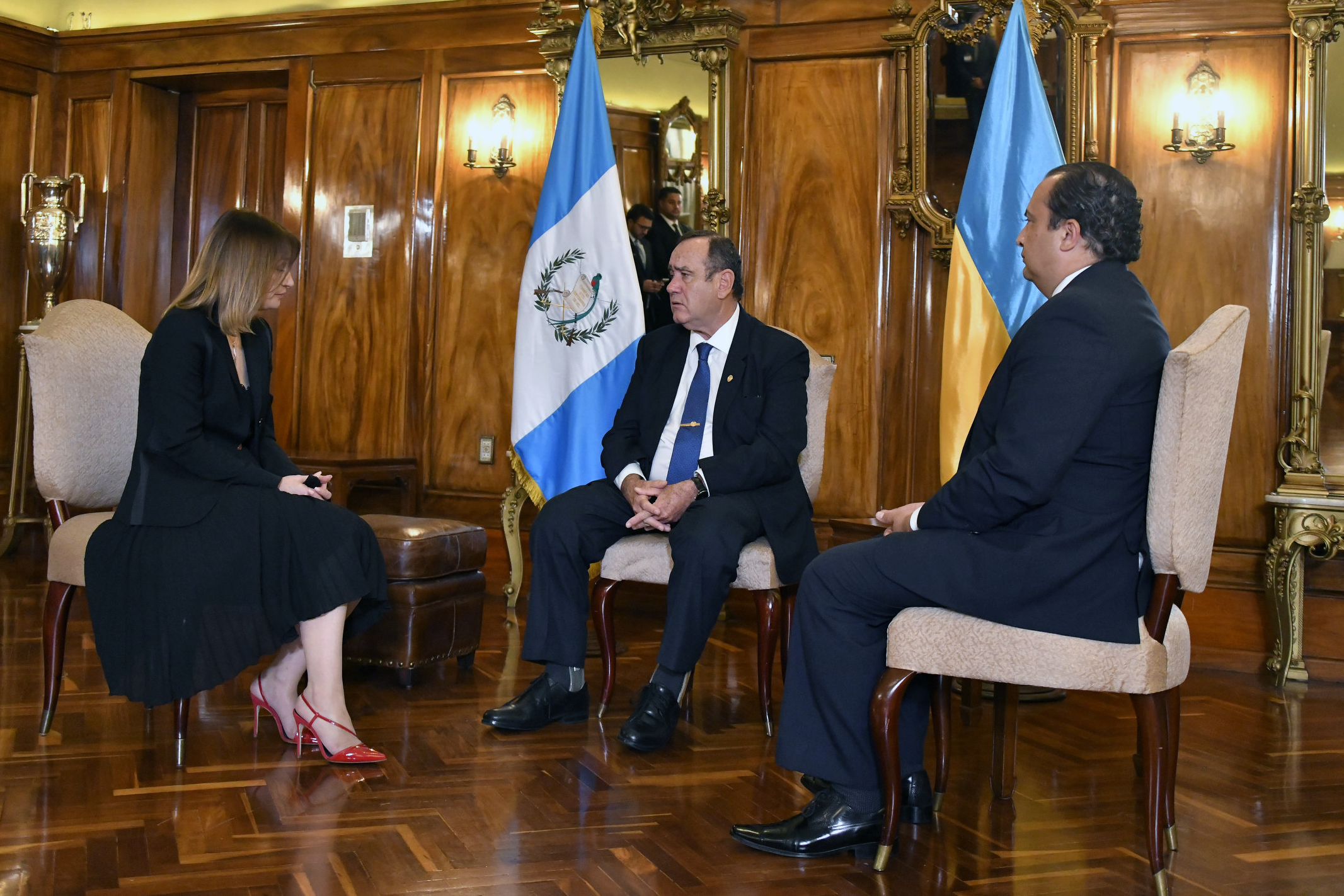
Оксана Драмарецька вручає вірчі грамоти Президенту Гватемали Алехандро Джамматтеї, травень 2022 рік.

2 лютого 2022 року міністр закордонних справ Гватемали Маріо Адольфо Букаро Флорес зателефонував до свого українського колеги Дмитра Кулеба. Дипломати пообіцяли розширити дипломатичні відносини між обома країнами, водночас Букаро надіслав Кулебі запрошення відвідати Гватемалу, а Кулеба запросив Букаро відвідати Україну.
Через декілька днів, 21 лютого 2022 року, органами влади Росії було визнано як «незалежні держави» — терористичні утворення на території України — так звані «ДНР» та «ЛНР». Уряд Гватемали висловив неприйняття рішення російського уряду і на знак протесту відкликав посла Гватемали в Росії.
Після російського вторгнення в Україну 2022 року Гватемала засудила дії російського уряду, висловила підтримку Україні та проголосувала за резолюцію ES-11/1 Генеральної Асамблеї ООН.
3 березня 2022 року посол Драмарецька віртуально вручила свої вірчі грамоти міністру закордонних справ Маріо Букаро.
12 березня 2022 року Гватемала прийняла перші українські сім'ї, які врятувалися від вторгнення. Уряд Гватемали оголосив, що прийме українських біженців.
У травні 2022 року посол Оксана Драмарецька офіційно вручила вірчі грамоти президенту Алехандро Джамматтеї та міністру закордонних справ Маріо Букаро. Різніше посол виступила з промовою у Конгресі.
13 червня 2022 року стало відомо, що між Президентом Володимиром Зеленським та Президентом Джамматтеї відбулася телефонна розмова, перший контакт між главами держав України та Гватемали. Зеленський подякував Гватемалі за дипломатичну підтримку в контексті російського вторгнення в Україну, а також надіслав Джамматтеї запрошення відвідати Україну. Президент Джамматтеї заявив, що російська армія розбомбила почесне консульство Гватемали в Україні, внаслідок чого загинули деякі родичі консула Гватемали.
25 липня 2022 року президент Алехандро Джамматтеї відвідав Україну з візитом у супроводі міністра закордонних справ Маріо Букаро Флореса та міністра національної оборони Анрі Рейєса Чигуа, що стало першим офіційним візитом латиноамериканського лідера в Україну за 12 років, а також першою зустріччю глав держав Гватемали та України.
Джамматтеї здійснив поїздку такими містами, як Буча та Ірпінь, пізніше його було прийнято президентом України Володимиром Зеленським у Маріїнському палаці. Міністр закордонних справ Маріо Букаро та міністр оборони Анрі Рейєс також провели зустріч зі своїми українськими колегами Дмитро Кулебой та Олексієм Резніковим відповідно. Президента Джамматтеї також прийняв Прем'єр-міністр України Денис Шмигаль.
Джамматтеї та Зеленський підписали угоду про взаємне скасування віз, вони також висловили зацікавленість у розширенні співробітництва двох країн у сфері сільського господарства, освіти, науки, культури, технологій, туризму, студентських та стажерських обмінів та реалізації спільних наукових проєктів, а також налагодженні трудових відносин та розширенні політичних та економічних відносин. Джамматтеї зазначив, що Гватемала зацікавлена в імпорті української сільгосппродукції та оголосив, що направить в Україну гуманітарну допомогу. Гватемала також віртуально брала участь у Кримській платформі 2022.
Перед візитом Джамматтеї посол Гватемали в Німеччині та за сумісництвом в Україні Хорхе Альфредо Лемке Аревало вручив вірчі грамоти президенту Зеленському. Уряд Гватемали запросив Зеленського відвідати Гватемалу, коли закінчиться війна.
10 травня 2023 року Міністр закордонних справ України Дмитро Кулеба прибув до Гватемали для участі у IX Саміті Асоціації карибських держав в місто Антигуа-Гватемалу як держава-спостерігач. Це був перший візит високопосадовця з України до Гватемали. Під час зустрічі Дмитра Кулеби з Президентом Джамматтеї, міністр закордонних справ вручив лідеру Гватемали Орден князя Ярослава Мудрого I ст. — за визначні особисті заслуги у зміцненні українсько-гватемальських міждержавних відносин, підтримку суверенітету та територіальної цілісності України.
21 липня 2023 року міністр закордонних справ Гватемали відвідав Україну з черговим візитом, де зустрівся зокрема з першим заступником міністра закордонних справ України Еміною Джапароваю та Головою Верховної Ради України Русланом Стефанчуком.

## Державні візити

### Гватемала
- 25 липня 2022
  - Президент Алехандро Джамматтеї
  - Міністр закордонних справ Маріо Адольфо Букаро Флорес
  - Міністр національної оборони Генрі Рейєс
- 21 липня 2023
  - Міністр закордонних справ Маріо Адольфо Букаро Флорес

### Україна
- 10 травня 2023
  - Міністр закордонних справ Дмитро Кулеба